# Diesel (marca)
Diesel S.p.A. ou mais popularmente conhecida como Diesel é uma empresa multinacional de moda da Itália. Seu foco principal é roupas para jovens adultos, principalmente Jeans. Foi fundada em 1978 por Renzo Rosso e Adriano Goldschmied na cidade de  Moldava no norte da Itália.
Vende jeans e outras roupas, calçados e acessórios. A linha de roupas conta com duas marcas diferentes: Diesel e Diesel Black Gold. Há também uma linha para crianças, chamada Diesel Kid. A empresa é conhecida por suas campanhas publicitárias surreais. A Diesel USA entrou com pedido de proteção contra falência do Capítulo 11 em março de 2019. Sua controladora, Diesel SpA, não faz parte do pedido de falência. O designer belga Glenn Martens foi nomeado diretor artístico da Diesel em outubro de 2020.